# Auffargis
Auffargis ist eine französische Gemeinde mit 1.967 Einwohnern (Stand: 1. Januar 2022) im Département Yvelines in der Region Île-de-France. Sie gehört zum Arrondissement Rambouillet und zum Kanton Rambouillet. Die Einwohner werden Fargussiens genannt.

## Geographie
Auffargis liegt 27 Kilometer westsüdwestlich von Versailles am Wald von Rambouillet. Hier entspringt die Drouette. Die Gemeinde gehört zum Regionalen Naturpark Haute Vallée de Chevreuse.
Umgeben wird Auffargis von den Nachbargemeinden Les Essarts-le-Roi im Norden, Senlisse im Osten, Cernay-la-Ville im Osten und Südosten, La Celle-les-Bordes im Süden und Südosten, Vieille-Église-en-Yvelines im Süden und Südwesten sowie Le Perray-en-Yvelines im Westen.
Zur Gemeinde gehört die Ortschaft Saint-Benoît. Am nordwestlichen Rand der Gemeinde führt die Route nationale 10 entlang.

## Geschichte

### Die Ferme de Saint-Benoît
Der zuvor genannte Weiler Saint-Benoît ist eng verbunden mit der Ferme de Saint-Benoît, die heute Sitz des Office National de la Chasse et de la Faune Sauvage (Nationalbüro für Jagd und Wildtiere) ist und Teil des Parc naturel régional de la Haute Vallée de Chevreuse. Auf dessen Webseite heißt es über das 768 erstmals erwähnte Auffargis und Saint-Benoît:

„Im Mittelalter war Auffargis Teil der königlichen Domäne des Iveline-Waldes, später gehörte es der Familie d'Angennes. Es war ein Walddorf, in dem Böttcher, Schmiede und Holzfäller lebten. Die Ansiedlung der Abtei von Les Vaux-de-Cernay im Jahr 1118 bringt der Gemeinde und dem Weiler Saint-Benoît einen gewissen Aufschwung. Die Revolution und das 19. Jahrhundert veränderten das Dorf mit einer Bevölkerung von rund 500 Einwohnern nur unwesentlich.
Ende des 19. Jahrhunderts kaufte die Familie Rothschild die im 18. Jahrhundert verlassene Abtei von Vaux-de-Cernay.“

Zur Abtei von Vaux-de-Cernay gehörte die 1247 erstmals erwähnte Ferme de Saint-Benoît, die 1882 ebenfalls in den Besitz der Familie Rothschild überging. „Nach 1955 wurde der Bauernhof in ein zootechnisches Versuchszentrum umgewandelt. Es wurde 1977 vom Nationalen Jagdamt gekauft und komplett restauriert. Dieser Bauernhof verfügt über ein Wohnhaus aus dem 19. Jahrhundert, eine Scheune, Ställe und Schafställe, die im 19. Jahrhundert umgebaut wurden, sowie eine kreisförmige Tränke, die Anfang des 20. Jahrhunderts installiert wurde.“

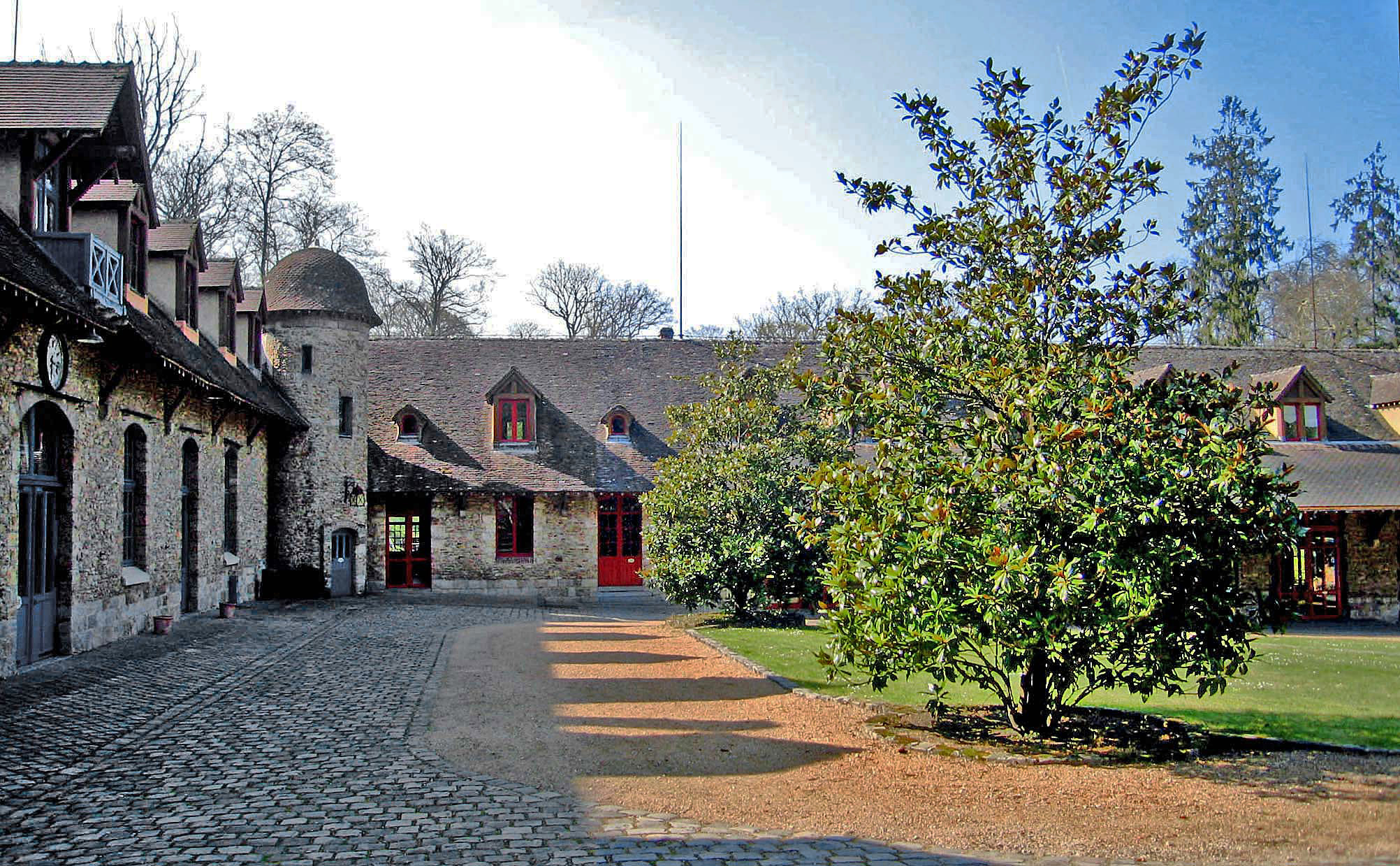
Teilansicht der Ferme de Saint-Benoît

Was in diesen offiziellen Abrissen der Geschichte der Ferme de Saint-Benoît fehlt, ist deren Geschichte Zu Beginn des Zweiten Weltkriegs. Nachdem die Parti communiste français sich nach der Verabschiedung des Hitler-Stalin-Pakts nicht von diesem distanzierte, begann in Frankreich eine Verfolgung von Kommunisten und Gewerkschaftern, die staatlicherseits als indésirables français (unerwünschte Franzosen) eingestuft wurden. Das galt vor allem dann, wenn dieser Personenkreis in Betrieben arbeitete, die als kriegswichtig angesehen wurden. In letzter Konsequenz erfolgte deren Internierung in speziellen Lagern.
Analog zu den drei Lagern im Département Isère wurde auch die Ferme de Saint-Benoît zu einem Speziallager für Kommunisten und Gewerkschafter, und wie sich vielen Lebensläufen von auf der Ferme Internierten entnehmen lässt, waren deren Lagerkarrieren oft auch mit den Isère-Lagern verbunden.
Obwohl sich also über viele Biographien eine Verbindung zu dem Internierungslager Ferme de Saint-Benoît herstellen lässt, gibt es über das Lager selber kaum verwertbare Informationen. Der Historiker Thierry Marchand, der 2021 eine Studie über die Lager für die "Unerwünschten" veröffentlichte, wies darauf hin, dass es sich bei diesen Lagern nicht um Straflager handelte. „Die Disziplin in einigen dieser Lager konnte sogar recht locker sein, mit der Möglichkeit für die Überwachten, Bücher und Zeitungen zu besitzen und zu lesen, Briefe zu schreiben und zu empfangen...“ Lucien Sampaix, Journalist der Zeitung L’Humanité, war im Januar 1940 auf der Ferme de Saint-Benoît interniert und berichtete in Briefen an seine Familie von einer ausreichenden und genießbaren Ernährung; er beschrieb aber auch die schwierigen hygienischen Bedingungen mit eingefrorenen Wasserhähnen und einem Glas Wasser alle zwei Tage, um sich zu waschen.
Wann das Lager geschlossen wurde und was aus den Internierten wurde, ist nicht dokumentiert. Die Biographien im Le Maitron zeigen aber, dass – wie bei vielen Internierten der Isère-Lager – der Weg ins Fort Barraux führte, ob zur Demobilisierung oder in eine anschließende Internierung, ist nicht nachvollziehbar.

## Bevölkerungsentwicklung
| Jahr      | 1962 | 1968 | 1975 | 1982 | 1990 | 1999 | 2006 | 2011 |
| Einwohner | 622  | 750  | 1544 | 1729 | 1925 | 1859 | 1940 | 1979 |

## Sehenswürdigkeiten

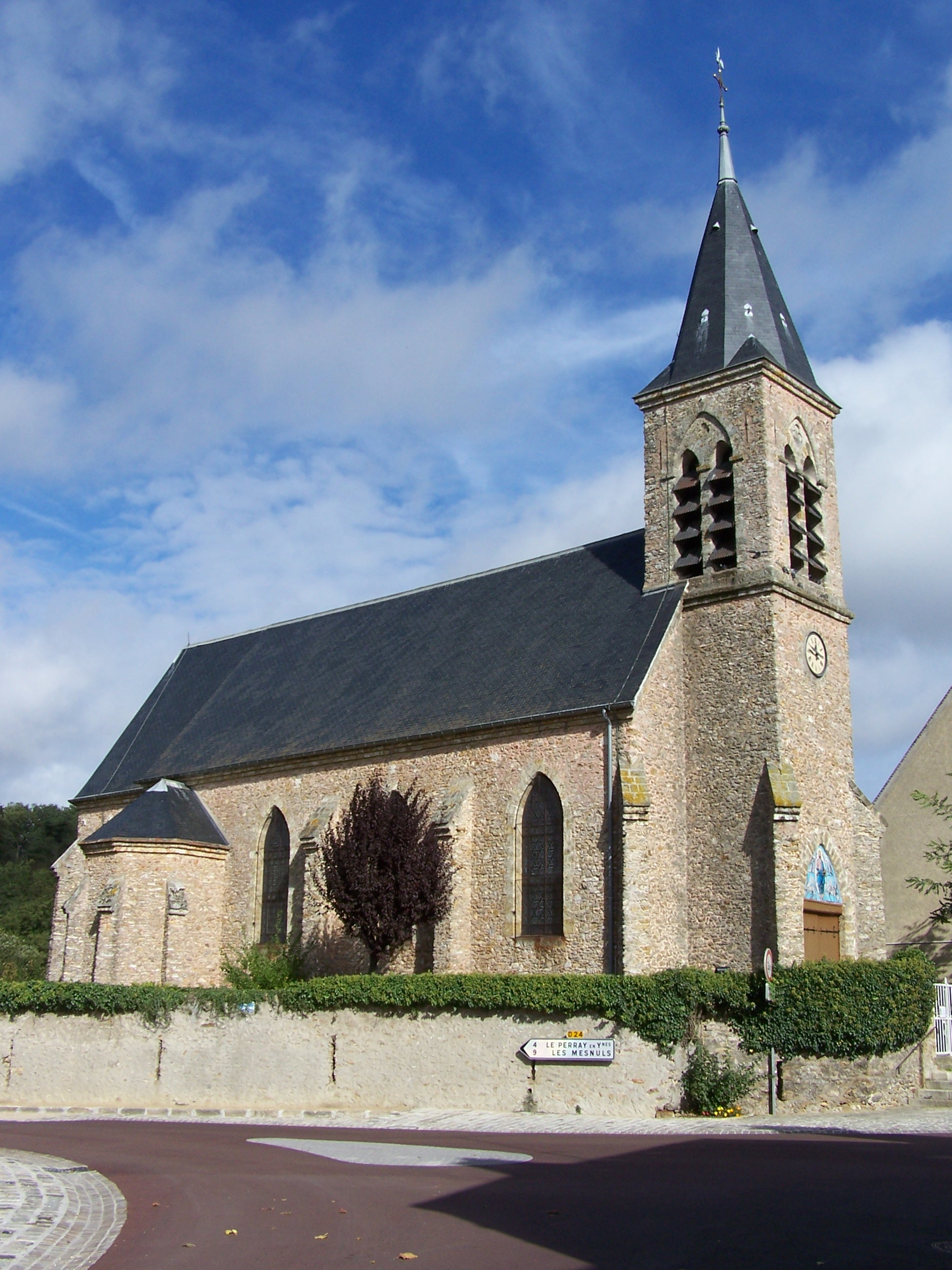
Kirche Saint-André

- Kirche Saint-André, in der Revolutionszeit abgebrochen, 1850 wieder errichtet
- Schloss aus dem 19. Jahrhundert
- Brunnen aus dem 18. Jahrhundert
- zahlreiche Häuser aus der Revolutionszeit

## Persönlichkeiten
- François Roberday (1624–1680), Organist und Komponist
- Ferenc Szisz (1873–1944), Automobilrennfahrer
- Maurice Benoist (1892–1951),  Autorennfahrer
- Robert Benoist (1895–1944), Automobilrennfahrer und Widerstandskämpfer der Résistance
- Christine Boutin (* 1944), Politikerin (UMP-PCD), Bürgermeisterin von Auffargis (1980–1983), frühere Ministerin für Wohnungs- und Städtebau